# ألكسندريت
ألكسندريت أو إسكندريت (بالإنجليزية: Alexandrite) المعروف باسم حجر القياصرة والنبلاء هو حجر كريم شديد الصلادة، ينتمي إلى معدن الكريسوبيريل، يمتاز بتعدد ألوانه، اللون الأساسي في الحجر هو اللون الأخضر.

## تاريخه

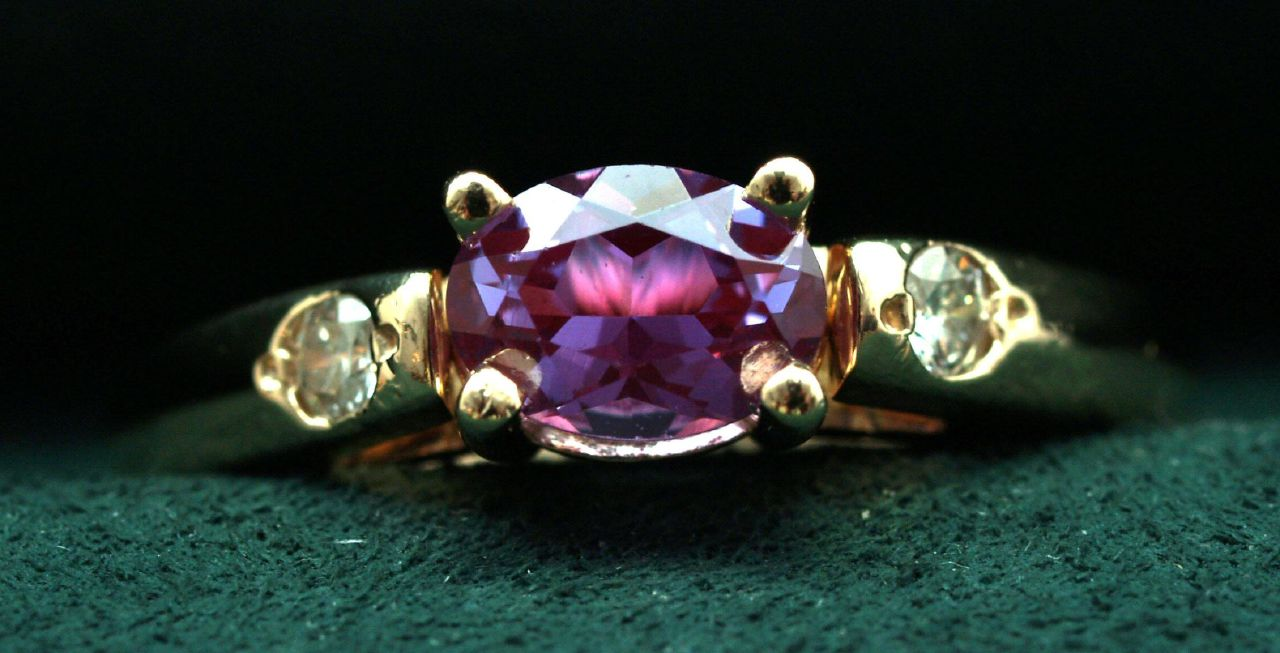
حجر ألكسندريت في خاتم

تم اكتشاف الحجر في عام 1830م بأحد المُنحدرات الجبلية الذي تسمى بجمانيت التابعة لجبال الأورال، والذي يوجد فيها العديد من الأحجار الكريمة، وهناك عثر فلاح روسي على الحجر عن طريق الصدفة بأحد الغابات الموجودة على ضفاف نهر توكو فايا، عثر على حجر أخضر لامع على بقايا جذوع بعد أن ألقتها عاصفة بالقرب من النهر، وظنوا في البداية أن هذا الحجر هو زمرد نظراً لتشابه اللون ووجود العديد من الأحجار الكريمة في تلك المنطقة، وبعد ذلك اكتشف عالم معادن فنلندي يدعى فيلس غوستاف أن هذا الحجر هو حجر جديد وليس زمرد.

## التسمية

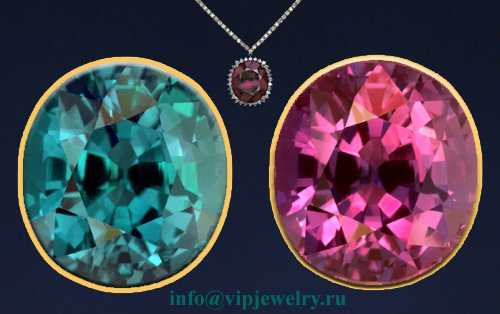
حجر ألكسندريت

تم تسمية الحجر أول مرة باسم ديافانيت ومعناها في اليونانية «ثنائي الرؤية». تم تسمية الحجر باسم ألكسندريت في عام 1842 تكريماً لابن القيصر ألكسندر الثاني، اشتهر الحجر بين النبلاء والقياصرة ولذلك يسمى «حجر القياصرة والنبلاء».
اسم إسكندر هو تعريب لاسم ألكسندر، لذلك يمكن أن يسمى هذا الحجر باللغة العربية إسكندريت.

## أماكن تواجده

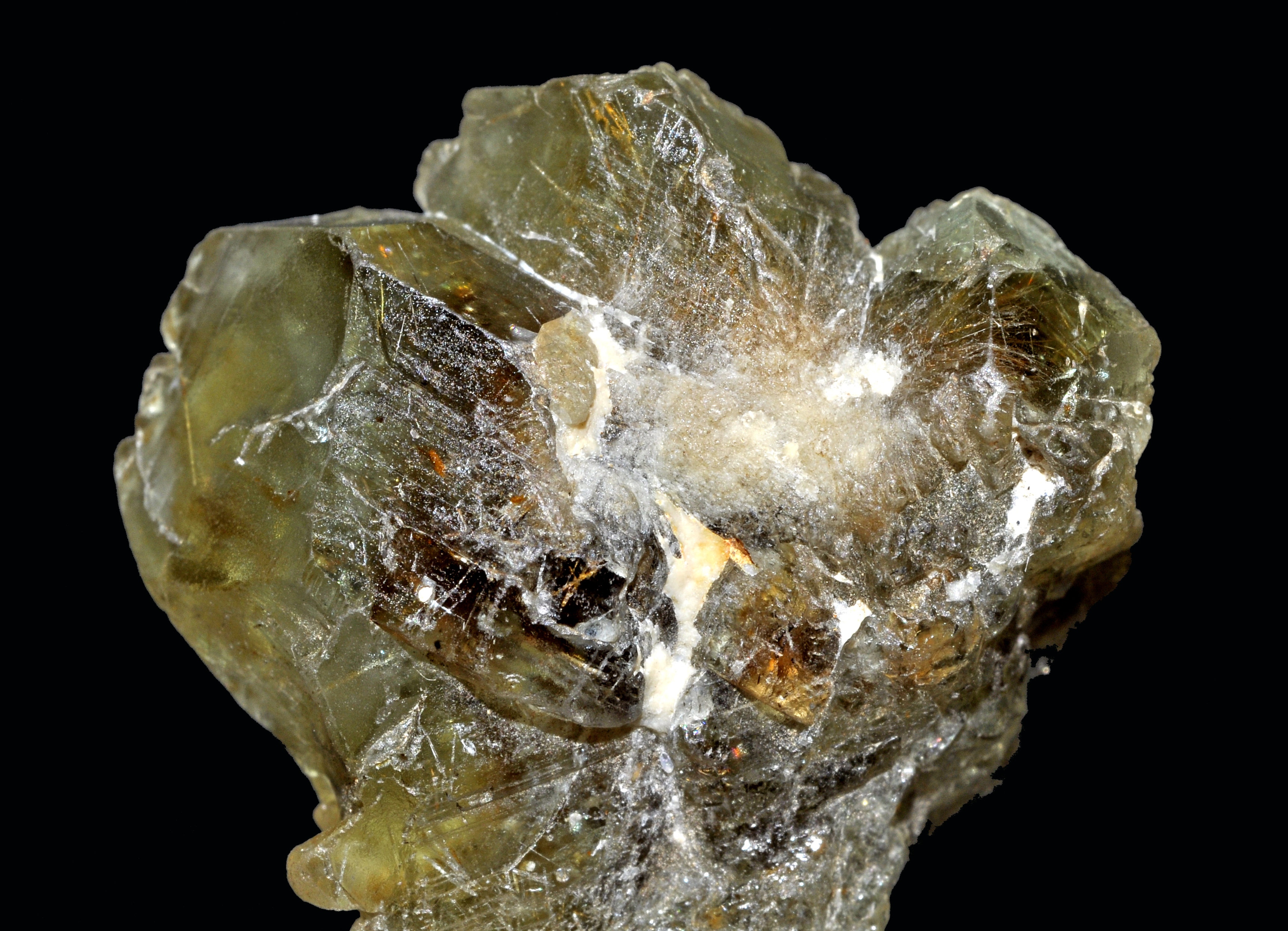
ألكسندريت برازيلي خام

تم العثور على حجر ألكسندريت في سريلانكا والبرازيل والهند ومدغشقر.

## فوائده

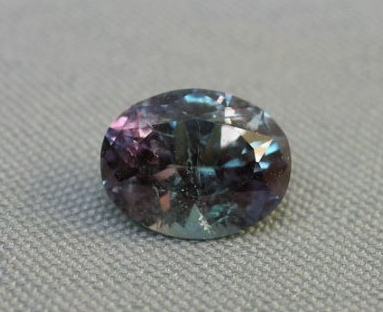
حجر ألكسندريت

يقال أن لحجر ألكسندريت العديد من الفوائد منها: يساعد على تخفيف الحزن والقلق وطرد الارواح الشريرة، وتنظيم دقات القلب.

## ألوانه
يمتاز حجر ألكسندريت بتعدد ألوانه حسب الاضاءة الموجهة اليه:
- أخضر
- أصفر ذهبي.
- أخضر مائل إلى الأصفر.
- أزرق مخضر.
- بنفسجي.
- أخضر فاتح.
- أحمر.
- وردي فاتح